# Сава Груїч
Сава Груїч (серб. Сава Грујић; 25 листопада 1840, Коларі — 3 листопада 1913, Белград) — сербський генерал, державний діяч, військовий письменник і дипломат. Груїч був прем'єр-міністром (ради міністрів) п'ять разів  (у семи мандатах), військовим міністром, міністром закордонних справ, послом в Афінах, Петрограді та Константинополі, президентом Державної ради, членом Сенату, почесним членом Сербської королівської академії.

## Біографія
Народився 25 листопада 1840 року в селі Коларі, поруч із Смедерево, як син Димитріє Груїча та онук князя Вула Іліча Коларца, командувача Смедерево.
У 1856 році вступив до військової академії в Сербії  і залишався там до 1861 року, коли він поїхав до Пруссії для подальших військових досліджень. Там він пробув до 1863 року. З Пруссії в 1864 року виїхав до Росії, де знову вступив на військове навчання. Там він пробув до 1870 року.
Груїч був одним із радикалів-соціалістів і лібералів у Крагуєві, які разом зі Светозаром Марковичем заснували Јавност, другу соціалістичну газету в Сербії. Князь Милан не любив активних солдатів, які редагували опозиційні газети, тому намагався усунути Груїча з дійсної служби.

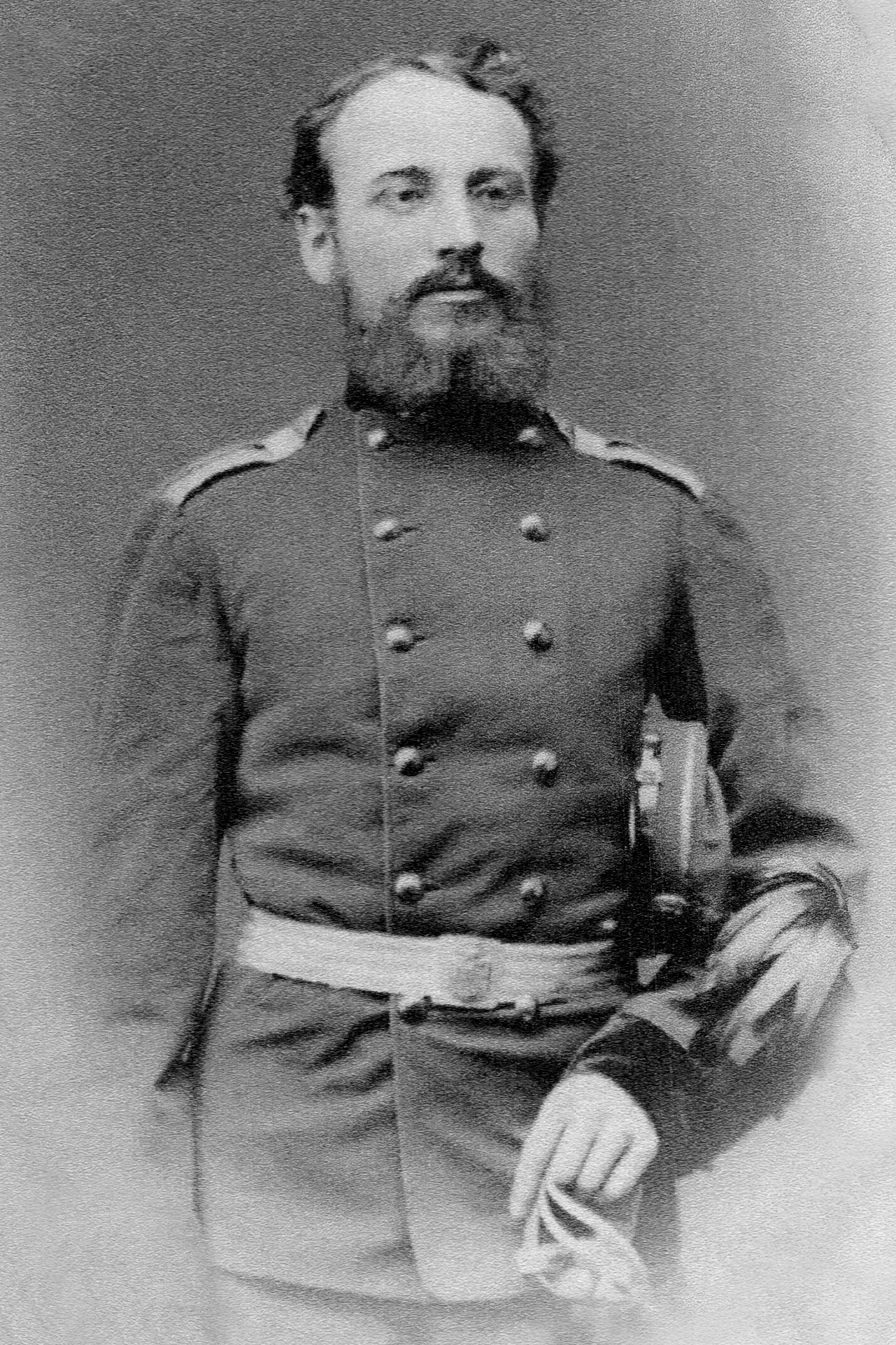
Сава Груїч у 1876 році

У 1876 році отримав звання полковника, у 1887 році став генералом. На посаду міністра оборони прийшов  4 листопада 1876 року і залишався на цій посаді до  1 жовтня 1878 року. Брав участь у сербсько-турецьких війнах з 1876 року до 1878 року.
Перший дипломатичний агент Сербії в Болгарії з 1879 року. Став послом Сербії в Афінах у 1882 році, а потім послом Сербії в Петрограді у 1885 році.  З 3 червня по 19 грудня 1887 року знову призначений міністром оборони, коли він став прем'єр-міністром і залишався на цій посаді до 14 квітня 1888 року.
З 23 лютого 1889 року до 11 лютого 1891 року був міністром закордонних справ, а також прем'єр-міністром. З 16 березня 1890 року до 11 лютого 1891 року був заступником міністра оборони. З 1891 по 1893 рік - сербський посол у Константинополі.  Після цього знову виконував кілька функцій одночасно. Він був прем'єр-міністром, міністром оборони та заступником міністра закордонних справ з 23 листопада 1893 року до 12 січня 1894 року.
У червні 1903 року став головою Державної ради, а з 21 вересня 1903 року до 27 листопада 1904 року - прем'єр-міністром. Знову очолював Міністерство оборони з 1 березня до 17 квітня 1906 року, а з 1906 року до 1910 року обіймав посаду голови Державної ради.
Автор численних трактатів з історії війн і дипломатії.
Помер у Белграді 21 жовтня (3 листопада) 1913 року.
Є кавалером медалі Обіліча.

## Праці
- Војна организација Србије, Крагујевац 1874.
- Основи војног уређења кнежевине Бугарске, Београд 1880.
- Грујић, Сава (1897). Како је постала Бугарска егзархија: Посвећено српско-бугарском споразуму. Београд.
- Операције Тимочко-моравске војске, , београд 1901—02

## Зовнішні посилання
- Биографија на сајту САНУ
- Душко М. Ковачевић: Радикалска влада Саве Грујића и Русија (31.12.1887 - 26.4.1888), Истраживања, број 15, 2004. године
- "Политика", Поводом стогодишњице рођења - ГЕНЕРАЛ САВА ГРУЈИЋ КАО ПОЛИТИЧАР И ДИПЛОМАТА, 20. и 21. мај 1940